# Pedro Augusto Baía
Pedro Augusto Baía (Abaetetuba, Pará, 1987), é um escritor brasileiro.

## Biografia e carreira literária
Nascido no Baixo Tocantins em Abaetetuba, Pedro começou a demonstrar interesse pela leitura aos 10 anos de idade. Influenciado pelos avós paternos e maternos, despertando o desejo pela literatura. Na universidade cursou doutorado em psicologia forense pela Universidade de Coimbra, fez mestrado em teoria e pesquisas do comportamento pela Universidade Federal do Pará e especialização em psicologia jurídica pelo Conselho Federal de Psicologia. O interesse por livros, levou Pedro a escrever contos e histórias de ficção. Em 2017 escreveu o conto "O Rio que nos Leva" da edição "Contos Crônicas e Poesias" que destaca miséria e a exploração sexual de crianças ribeirinhas na Amazônia publicado no I Concurso Literário do TJPA sendo premiado na ocasião. Em 2018 passou a escrever contos de ficção tomado pelo calor das eleições presidenciais naquele ano e no contexto de ameaças à democracia, meio ambiente e violação de direitos humanos. Direciona sua reflexão debruçando-se sobre o cenário nacional brasileiro. Em 2020 escreve a obra Contos Benzidos por Metal Pesado pautado em temas que refletem as causas ambientais da região Norte, no Pará. Em 2022 com a obra Contos Benzidos por Metal Pesado recebe o Prêmio Sesc de Literatura na categoria Melhor livro de Contos do ano. Sendo posteriormente publicado pela Editora Record.

## Obras
- 2017 - O Rio que nos Leva, TJPA.
- 2022 - Contos Benzidos por Metal Pesado, Grupo Editorial Record.[11]

## Prêmios
- Prêmio TJPA 2017 - Melhor Conto Nacional
- Prêmio Sesc de Literatura 2022 - Melhor Livro de Contos Nacional[12][13]